# Aleksandar Matanović
Aleksandar Matanović (Belgrado, 23 de maio de 1930 – 9 de agosto de 2023)
foi um jogador de xadrez da antiga Iugoslávia, com diversas participações nas Olimpíadas de xadrez. Matanović participou de todas as edições entre 1954 e 1972 e da edição de 1978. Individualmente, conquistou as medalhas de ouro (1970) no quarto tabuleiro, prata (1956) no segundo tabuleiro e bronze (1954) no segundo tabuleiro. Por equipes, ganhou a medalha de prata (1956, 1958, 1962, 1964 e 1968) e de bronze (1954, 1960, 1970 e 1972).

## Morte
Matanović morreu no dia 9 de agosto de 2023, aos 91 anos de idade.